# 68 Pułk Czołgów
68 pułk czołgów średnich (68 pcz) – oddział wojsk pancernych ludowego Wojska Polskiego.
Pułk wchodził w skład 20 Warszawskiej Dywizji Pancernej im. marsz. Konstantego Rokossowskiego. Stacjonował w garnizonie Budów.
W 1989 został przeformowany w 33 pułk zmechanizowany. W 1995 na bazie pułku została sformowana 12 Złocieniecka Brygada Kawalerii Pancernej im. gen. Ludwika Kmicic-Skrzyńskiego.

## Skład
Dowództwo
- sztab
- 5 kompanii czołgów – 16 T-55

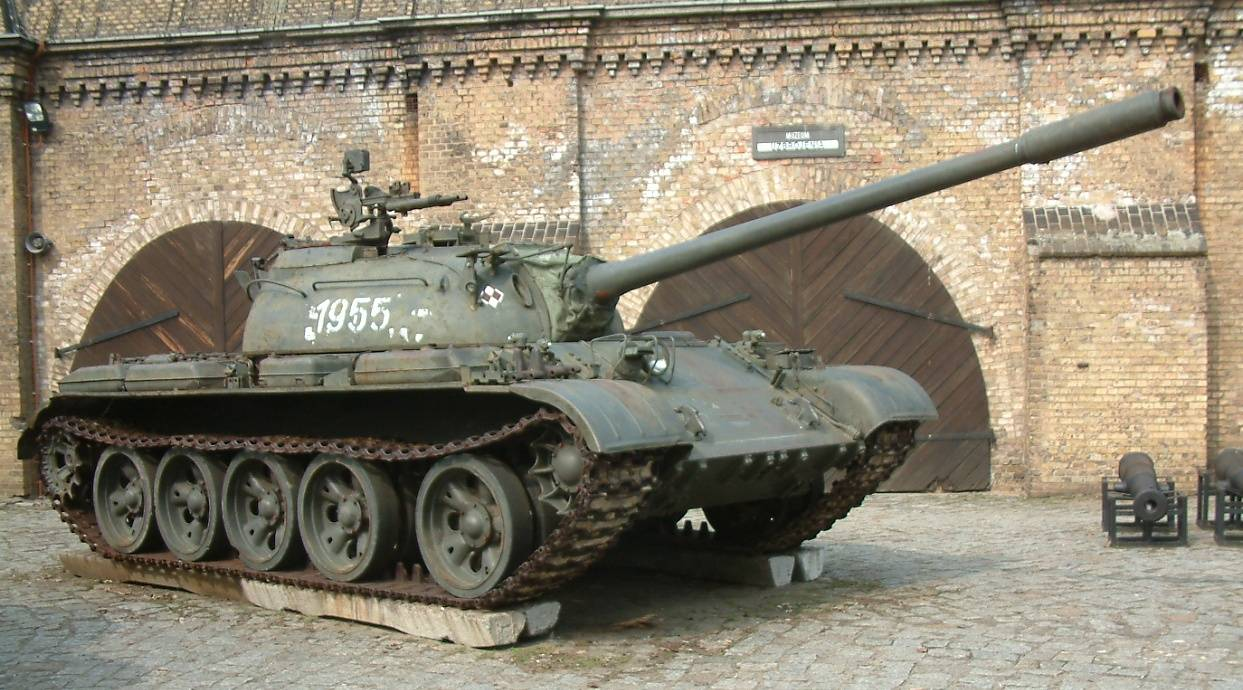
T-55 - ten typ czołgu był na wyposażeniu pułku do połowy lat 80.

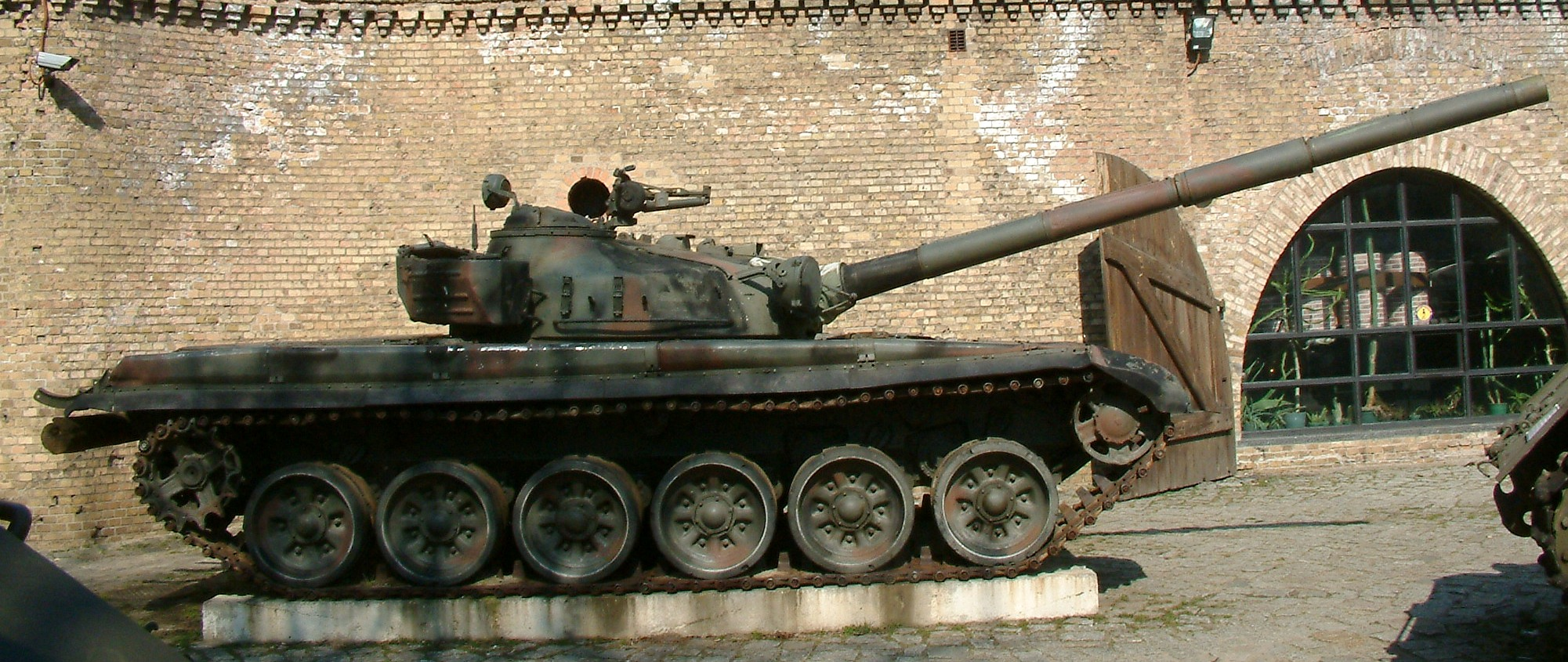
T-72 - ten typ czołgu był na wyposażeniu pułku po 1985

W połowie lat 80. XX w. przeformowany na strukturę batalionową.
Dowództwo
- sztab
- trzy  bataliony czołgów po 30 szt. T-72.
- kompania zmechanizowana – 10 BWP
- bateria plot – 4 ZSU-23-4
- kompania rozpoznawcza – 7 BRDM-2
- kompania saperów – 4 BLG, BRDM-2, 5 SKOT
- kompania łączności
- kompania medyczna
- kompania remontowa
- kompania zaopatrzenia
- pluton ochrony i regulacji ruchu
- pluton chemiczny

## Żołnierze pułku
Dowódcy pułku
- mjr dypl. Stanisław Stasiuk (1957-1959)
- ppłk dypl. Stanisław Papurzyński (1959-1962)
- ppłk Bronisław Maciaszczyk (1962-1964)
- ppłk Mieczysław Dachowski (1964-1966)
- ppłk Albert Kozłowski (1966-1971)
- ppłk Marian Sacała (1971-1973)
- mjr Edward Rogala (1973-1975)
- mjr Zygmunt Głogowski (1975-1977)
- ppłk dypl. Roman Dysarz (1977-1980)
- ppłk dypl. Jan Krupa (1980-1985)
- mjr dypl. Mieczysław Cieniuch (1985-1988)
- ppłk dypl. Zdzisław Goral (1988)